# Warbell
Warbell – polski zespół wykonujący melodic death metal. Powstał w 2008 roku w Jeleniej Górze. 

## Historia
Zespół zawiązał się w 2008 roku z inicjatywy gitarzystów Marcina „Maroona” Witeski, Piotra „Petera” Hasiolego oraz basisty Pawła „Bloody'ego” Szczypki, do których wkrótce dołączył perkusista Patryk Kryński. Początkowo muzycy wykonywali jedynie covery, jednak szybko zaczęli komponować własną muzykę. W tamtym czasie grupa nie posiadała stałego wokalisty.
Pod koniec 2009 roku ukazało się demo zatytułowane Battle Of Unnumbered Tears, na którym zaśpiewał „Bloody”. W 2010 roku zespół zawiesił działalność na czas nieokreślony.
Grupa powróciła do aktywnego koncertowania w 2013 roku. Nowym perkusistą został Rafał „Viader” Wiaderek, zaś wokalistką Karolina „Gigi” Więcek. W tym składzie zespół ponownie zarejestrował materiał znany z Battle Of Unnumbered Tears. 1 grudnia 2015 roku nakładem płockiej wytwórni Goressimo Records ukazał się debiutancki album długogrający zatytułowany Havoc, który spotkał się z pozytywnym przyjęciem. Rok później z powodów osobistych szeregi grupy opuścił „Maroon”. Od tego momentu stanowisko drugiego gitarzysty jest piastowane przez muzyków sesyjnych.
W 2018 roku zespół wystąpił na Pol’and’Rock Festival, zaś rok później ukazał się drugi album studyjny zatytułowany Plague, który podobnie jak poprzedni zebrał w większości pozytywne recenzje, także poza granicami Polski. Grupa promowała płytę europejską trasą koncertową pod nazwą Black Death Tour 1353. Pod koniec roku z zespołu odszedł „Peter”, którego zastąpił Kamil „Turek” Turczynowicz. Na początku 2020 roku album Plague został odnotowany jako jeden z najlepszych albumów 2019 roku wg portalu RockArea. 
Na przełomie stycznia i lutego 2020 roku z zespołem rozstał się wieloletni perkusista „Viader”.

## Muzycy

### Obecny skład zespołu
- Karolina „Gigi” Więcek – wokal (od 2013)
- Paweł „Bloody” Szczypka – gitara basowa, wokal wspierający (2008 – 2010, od 2013)
- Kamil „Turek” Turczynowicz – gitara (od 2019)

### Byli członkowie
- Patryk Kryński – perkusja (2008 – 2010)
- Marcin „Maroon” Witeska – gitara (2008 – 2010; 2013 – 2016)
- Piotr „Peter” Hasioli – gitara (2008 – 2010; 2013 – 2019)
- Rafał „Viader” Wiaderek – perkusja (2013 – 2020)

### Muzycy sesyjni
- Kamil Ziobro – perkusja (2008)
- Mateusz Styczyński – wokal (2009 – 2010)
- Krzysztof Barański – wokal (2009)
- Piotr Pawlak – gitara (2016)
- Mateusz „Sweep” Cichoń – gitara (2016 – 2017)
- Radosław Bilecki – gitara (2018)
- Karol „Maniac” Mania – gitara (2019)

## Dyskografia

### Albumy
| Tytuł  | Dane dot. albumu                                                 |
| ------ | ---------------------------------------------------------------- |
| Havoc  | - Data: 1 grudnia 2016 - Wydawca: Goressimo Records - Format: CD |
| Plague | - Data: 13 września 2019 - wydanie własne - Format: CD           |

### Dema
| Tytuł                                 | Dane dot. albumu                                        |
| ------------------------------------- | ------------------------------------------------------- |
| Battle of Unnumbered Tears            | - Data: 28 listopada 2009 - wydanie własne - Format: CD |
| Battle of Unnumbered Tears (reedycja) | - Data: 25 marca 2013 - wydanie własne - Format: CD     |

### Teledyski
| Data publikacji  | Utwór         | Reżyseria/Realizacja                 | Album  | Źródło |
| ---------------- | ------------- | ------------------------------------ | ------ | ------ |
| 20 marca 2016    | „Into Battle” | Paweł Szczypka i Ryszard Fiedorowicz | Havoc  | [ 27 ] |
| 19 lutego 2017   | „Havoc”       | Paweł Szczypka i Ryszard Fiedorowicz | Havoc  | [ 27 ] |
| 26 sierpnia 2019 | „Dualmind”    | Paweł Szczypka i Ryszard Fiedorowicz | Plague | [ 27 ] |